# Schaffermahlzeit

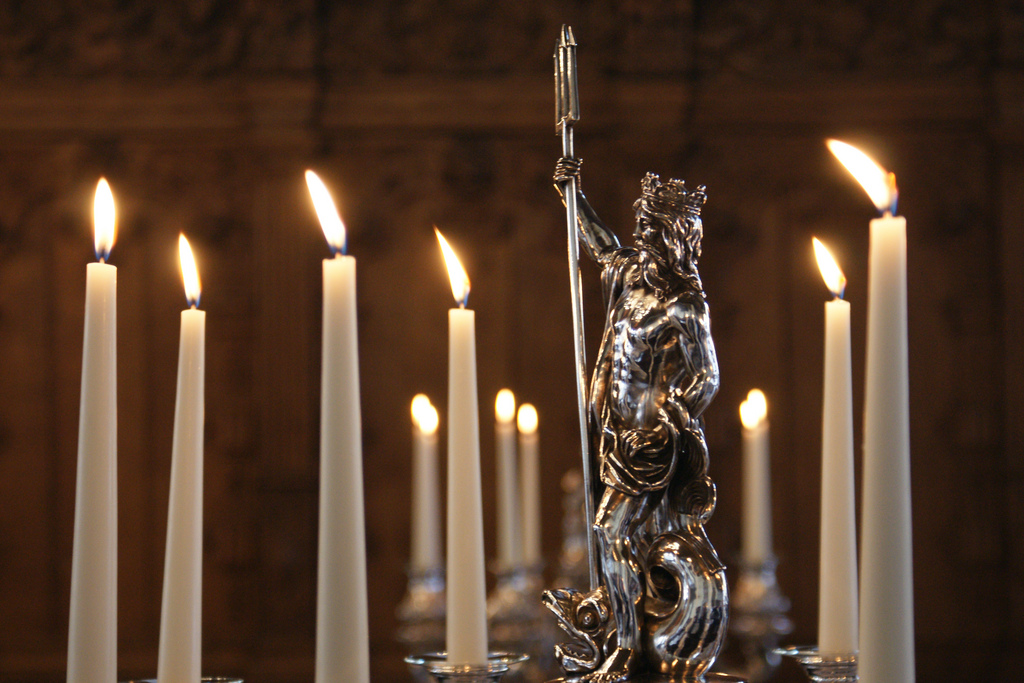
Neptun, römischer Gott des Meeres und der Flüsse, als Teil des historischen Tischschmucks der Schaffermahlzeit von Haus Seefahrt in Bremen.

Die Schaffermahlzeit in Bremen ist das älteste fortbestehende, sich alljährlich wiederholende Brudermahl der Welt und dient traditionell als Verbindung zwischen der bremischen Schifffahrt und den Kaufleuten. Ausgerichtet wird die streng reglementierte Veranstaltung seit 1545 – nach Bestätigung der Stiftungsurkunde durch den Rat der Stadt Bremen – von dem Träger der Fürsorgeeinrichtung Haus Seefahrt (heute: Stiftung Haus Seefahrt). Ursprünglich war die Schaffermahlzeit ein Abschiedsessen, bei dem Kaufleute und Reeder am Ende des Winters mit ihren auf Fahrt gehenden Kapitänen zusammenkamen. Als Schaffer werden dabei die mit den Geschäften der Schifferbruderschaft beauftragten Mitglieder dieses Zusammenschlusses bezeichnet.

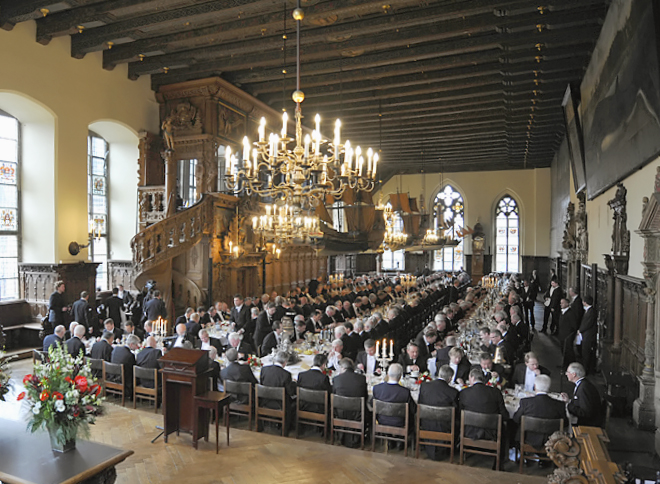
Schaffer und ihre Gäste während des Festessens in der Oberen Halle des Bremer Rathauses (2009).

Seit 1952 findet die Schaffermahlzeit alljährlich am zweiten Freitag im Februar in der Oberen Rathaushalle des Bremer Rathauses statt. An der Feier nehmen neben 100 kaufmännischen und 100 seemännischen Schaffern von Haus Seefahrt etwa 100 Persönlichkeiten des öffentlichen Lebens als geladene Gäste teil, von denen Spenden für die Stiftung geworben werden. Darüber hinaus dient das Festessen dazu, persönliche Kontakte zu knüpfen und zu stärken.
Die Schaffermahlzeit gilt als eines der bedeutendsten gesellschaftlichen Ereignisse Deutschlands und wird in der bremischen Öffentlichkeit als das Aushängeschild Bremens betrachtet. Der traditionelle Ausschluss von Frauen geriet zunehmend in die Kritik. Nachdem seit 2004 vereinzelt Frauen als Kapitänin oder weiblicher Ehrengast und zudem seit 2015 jeweils einige wenige weibliche Gäste teilgenommen hatten, öffnete sich die Traditionsveranstaltung beginnend ab 2020 komplett für Frauen.

## Geschichte

### Entstehung
Die Bremer Schaffermahlzeit entwickelte sich über mehrere Jahrhunderte aus der großen Mahlzeit bei der jährlichen Rechnungslegung der Stiftung Arme Seefahrt, aus der später Haus Seefahrt hervorging. Nach der Überlieferung wurde sie von Beginn an mit der bestehenden Tradition eines Abschiedsessens der ansässigen Schifferschaft gegen Ende der winterlichen Eispause verknüpft. Die erhaltene Stiftungsurkunde des Bremer Rates, in der auch das jährliche Mahl bei der Rechnungslegung der Stiftung geregelt ist, datiert von 1545, was als Beginn der Schaffermahlzeit angesehen wird.

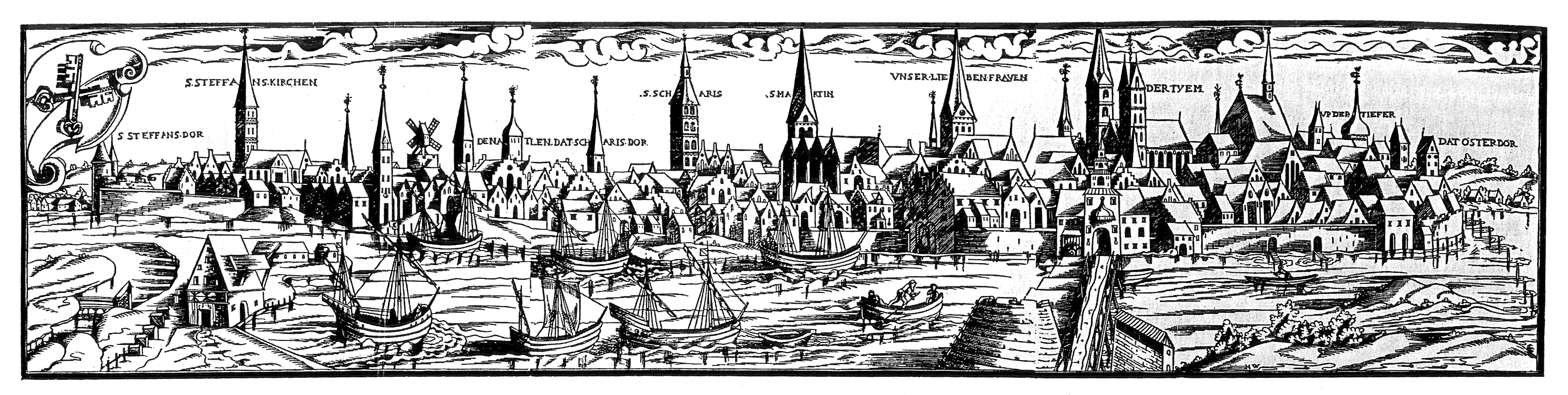
Bremen im 16. Jahrhundert, im Vordergrund die Weser mit Segel-Handelsschiffen vom Typ Holk und Kraweel (Holzschnitt von Hans Weigel, 1564).

Die Arme Seefahrt wurde in einer Zeit großer sozialer Umbrüche ins Leben gerufen als Solidargemeinschaft einer örtlichen, namentlich nicht näher genannten Schiffergilde. Sie wurde 1545 vom mächtigen Rat der Stadt Bremen urkundlich legitimiert und mit umfangreichen Rechten zur Einziehung von Sozialbeiträgen der Seefahrer sowie zur Sammlung standesfremder Spenden ausgestattet. Ihr Zweck waren Hilfeleistungen an in Not geratene, arbeitsunfähige Seefahrer. Die Verfassung verpflichtete die verwaltenden Seeleute der Stiftung, die Mahlzeit bei der alljährlichen Kassenabrechnung selbst und keinesfalls aus Stiftungsmitteln zu bezahlen.
Im Jahr 1561, nach dem ersten Erwerb eines Hauses durch die Stiftung, sicherten sich die Spender der Vereinigung, die aus dem Kreis der wohlhabenden und einflussreichen Kaufleute der Stadt kamen, führende Mitspracherechte in der Verwaltung der Stiftung. Die Schiffer gaben dabei ihre bislang vom Rat durch die Verfassung von 1545 verbürgte unabhängige Stellung auf. Mit diesen Veränderungen ging der Name der Armen Seefahrt in den wenigen Dokumenten der Frühzeit über in Haus Seefahrt.

### Entwicklung ab 1561
Lange Zeit wurde die große Mahlzeit in stiftungseigenen Gebäuden veranstaltet, anfangs in dem 1561 erworbenen Haus in der Hutfilterstraße, die heute zum Bremer Ortsteil Altstadt gehört, ab 1663 in derselben Straße in einem von der Stiftung errichteten Neubau. Ab ungefähr 1660 wurde dieses Essen Schaffermahlzeit genannt. Das Wort Schaffen bedeutet so viel wie die Mahlzeit geben oder Essen, aber auch arbeiten, ausrichten und erledigen. Somit beginnt die Schaffermahlzeit alljährlich auch mit dem niederdeutschen Ruf des Verwaltenden Vorstehers von Haus Seefahrt vor dem Saal:

„Schaffen, Schaffen unnen un boven, unnen un boven Schaffen!“

„Essen fassen, Essen fassen unter Deck und an Deck, unter Deck und an Deck Essen fassen!“

So riefen die Bremer Schiffsköche einst die Schiffsbesatzungen zu Tisch.
Gastgeber der Schaffermahlzeit war und ist die Stiftung Haus Seefahrt, die sich zu einer Hinterbliebenenversorgung der auf See gestorbenen Schiffer sowie einer Fürsorgeeinrichtung für alte Kapitäne und deren Ehefrauen oder Witwen weiterentwickelt hat. Die Schaffer waren die Verwalter der Gelder von Haus Seefahrt, die jährlich einmal Rechenschaft über die Gelder der Stiftung ablegen mussten. Traditionell gehörte zur Rechnungslegung eine Bewirtung, wobei der Hauptteil der dafür anfallenden Kosten von den kaufmännischen Schaffern übernommen wurde.

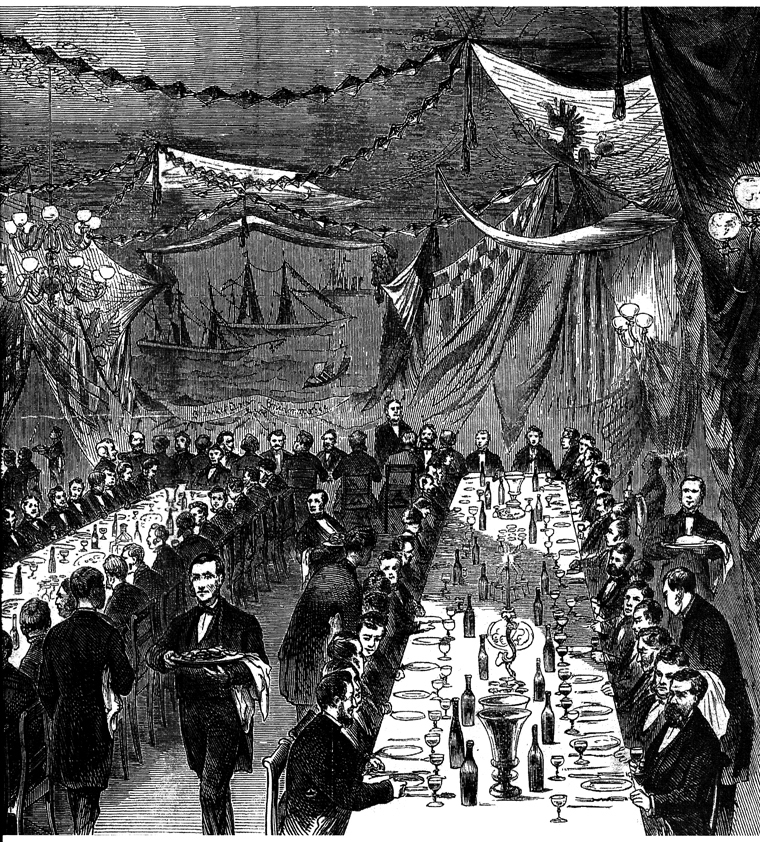
Schaffermahlzeit 1867 im Haus Seefahrt in der Hutfilterstraße.

Später wurden alljährlich zwei, ab 1855 drei Bremer Kaufleute zu neuen Mitgliedern der Stiftung gewählt, die die Verpflichtung übernahmen, nach zwei Jahren die Schaffermahlzeit auf eigene Kosten auszurichten. Anfangs standen ihnen zwei, dann sechs Kapitäne als Kapitänsschaffer zur Seite. Die Schaffermahlzeit dauerte in der ersten Hälfte des 17. Jahrhunderts mehrere Tage und war sehr reichhaltig. Es gab im Januar einen Tag für die sogenannte Schmeckebiermahlzeit, dann folgte im Februar der Tag für die Abrechnung, verbunden mit dem großen Essen, darauf folgte der Tag für die Frauen und Töchter und deren Freundinnen und schließlich die Danksagemahlzeit.
In der Mitte des 18. Jahrhunderts verfügte der sittenstrenge Bürgermeister Volkhard Mindemann, die Festessen auf eines zu reduzieren, nachdem er eigentlich den „kulinarischen und geselligen Ausschweifungen … ein für allemal ein Ende setzen“ und die Schaffermahlzeit ganz hatte abschaffen wollen. Die Schaffermahlzeit konnte nicht in allen Jahren gefeiert werden, am Anfang des 19. Jahrhunderts gab es größere Pausen. Zum ersten Mal musste das Fest im Jahr 1807 infolge der wirtschaftlichen Depression durch die von Napoleon Bonaparte verfügte Kontinentalsperre ausfallen.

### Entwicklung ab 1870
Während die Teilnahme zuvor ausschließlich auf die Mitglieder von Haus Seefahrt beschränkt gewesen war, wurde 1870 diese „Vorschrift zur Person“ aufgehoben, um der wachsenden Bedeutung des bremischen Handels und der bremischen Schifffahrt zu entsprechen. Seitdem durften männliche Persönlichkeiten aus Industrie, Handel und Bankwesen sowie Kaufleute und Kapitäne fremder Flaggen eingeladen werden. Hinzu kamen im Laufe der Zeit Politiker, Verwaltungsleiter, Wissenschaftler, kirchliche Würdenträger und Kulturschaffende.
Als 1874 das Haus der Stiftung in der Hutfilterstraße abgebrochen werden musste, um Platz für den Straßendurchbruch der heutigen Bürgermeister-Smidt-Straße zu schaffen, verlor die Schaffermahlzeit ihren Veranstaltungsort in der Innenstadt. Fortan erfolgte die Feier in dem 1874–1876 errichteten Neubau von Haus Seefahrt in der damaligen Lützower Straße im Bremer Westen. In der zweiten Hälfte des 19. Jahrhunderts fiel das Festessen nur noch einmal aus. Im 20. Jahrhundert fand auf Grund von Krieg oder Not die Schaffermahlzeit von 1915 bis 1927, von 1932 bis 1935 und von 1940 bis 1951 nicht statt.

### Entwicklung ab 1952

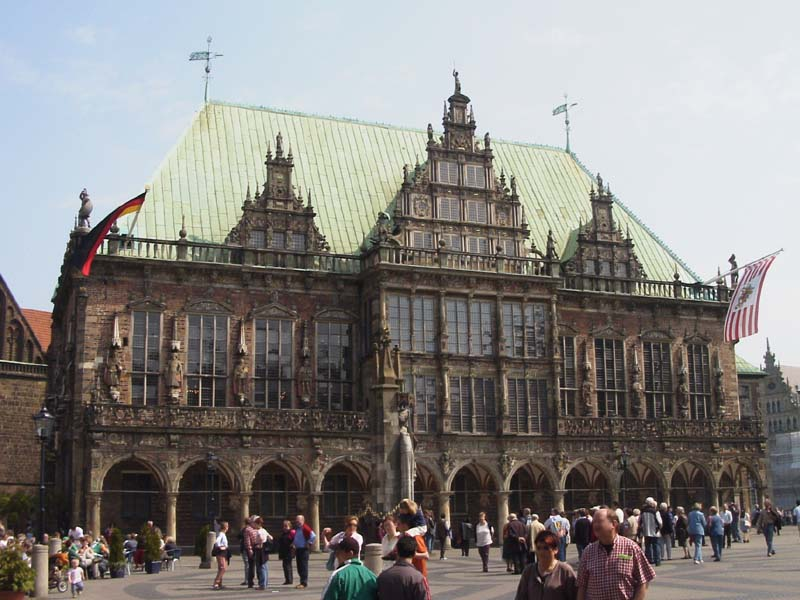
Das Bremer Rathaus, seit 1952 Veranstaltungsort der Schaffermahlzeit. Die Obere Rathaushalle befindet sich oberhalb der Arkaden.

Während des Zweiten Weltkriegs wurde das Gebäude von Haus Seefahrt in der Lützower Straße vollständig zerstört. Der dritte Neubau der Stiftung entstand 1950–1951 auf dem Oeversberg in Bremen-Grohn. Da die dortigen Räumlichkeiten zu klein waren, baten die Kaufleute den Bürgermeister Wilhelm Kaisen, ihnen für das große Essen die Obere Halle des Alten Rathauses zu überlassen. Kaisen stimmte zu, und so wurde – nach dreizehnjähriger Zwangspause – am 8. Februar 1952 die erste Schaffermahlzeit im Rathaus veranstaltet; es war die 408. Bremer Schaffermahlzeit. Seitdem findet die Veranstaltung wieder alljährlich in der Bremer Innenstadt im historischen Bremer Rathaus statt, das 2004 zum Weltkulturerbe der Menschheit ernannt wurde.
Die an ihn ergangene Einladung zur Teilnahme 1962 nahm der Philosoph Martin Heidegger nicht zuletzt wegen seines Interesses an der Schifffahrt an, weigerte sich jedoch kategorisch, im vorgeschriebenen Frack zu erscheinen, was dann akzeptiert wurde. Der damalige Arbeitsminister von Nordrhein-Westfalen, Friedhelm Farthmann, lehnte hingegen 1979 seine Teilnahme ab, weil er sich nicht dem Frackzwang unterwerfen wollte. Zu Beginn des Zweiten Golfkrieges wurde diskutiert, ob die Schaffermahlzeit 1991 ausnahmsweise ausfallen solle. Sie fand dann jedoch statt, während in anderen deutschen Städten Festveranstaltungen wie beispielsweise Karnevalsumzüge abgesagt wurden.
Die Anwesenheit von hochrangigen Politikern und anderen Entscheidungsträgern wurde wiederholt von verschiedenen Interessengruppen zum Anlass genommen, um am Rande der Schaffermahlzeit gegen oder für bestimmte gesellschaftliche oder politische Vorgänge und Ziele zu demonstrieren. Zum Beispiel fand 2008 auf dem Marktplatz eine Demonstration von Gewerkschaften für eine bessere Beamtenbesoldung statt, und daneben protestierten Mitglieder des Bremer Friedensforums gegen die Teilnahme des Ehrengastes, des damaligen Generalinspekteurs der Bundeswehr Wolfgang Schneiderhan, während die Teilnehmer an dem Festmahl das Rathaus durch ein Spalier von Polizisten erreichten.
Der Begriff Schaffermahlzeit wurde 2007 beim Deutschen Patent- und Markenamt als Wortmarke von Haus Seefahrt eingetragen. Der Markenschutz ist allerdings bereits erloschen. Vorher hieß es häufig Schaffermahl, was aber nach Aussage des ehemaligen Verwaltenden Vorstehers der Stiftung Ralf J. Koch dem Anspruch an ein einfaches Mahl nicht entsprach. Seit Ende 2009 unterstützt die Stiftung Haus Seefahrt nicht nur alte, bedürftige seemännische Mitglieder und deren Ehefrauen und Witwen, sondern auch bedürftige Nautikstudenten und ‑studentinnen in Kapitänsausbildung.

### Die Rolle der Frau

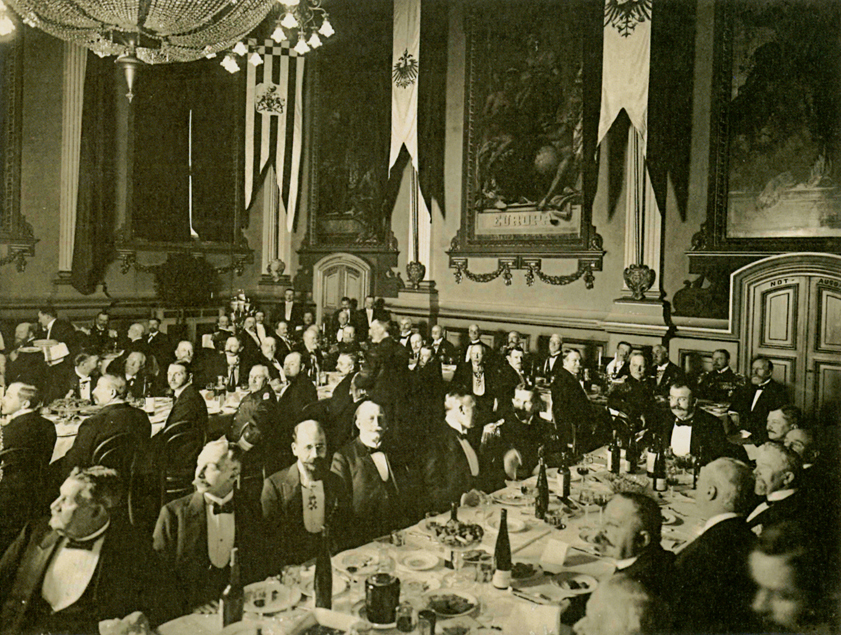
Die Schaffermahlzeit – eine reine Männerveranstaltung (hier 1912 im neuen Stiftungsgebäude an der Lützower Straße).

Der damals vorherrschenden patriarchalischen Weltanschauung folgend, war seit der Gründung 1545 eine Mitgliedschaft bei der Armen Seefahrt und später beim Haus Seefahrt faktisch nur Männern möglich. Damit einhergehend war Frauen auch die Teilnahme an dem Brudermahl der Stiftung verwehrt. Zugleich aber gab es im 16. und den folgenden Jahrhunderten bis hinein ins 20. keine weiblichen Kaufleute und Kapitäne. Der Ausschluss von Frauen erfuhr mit dem Wechsel von der mittelalterlichen Ständegesellschaft zur Bürgergesellschaft bis Mitte des 19. Jahrhunderts eine Lockerung; am Rande der Schaffermahlzeit versammelten sich die Ehefrauen der Teilnehmer in den großen Vorzimmern des alten Seefahrtshofes und wurden bewirtet. Auch das „Verzieren der Frauentafel mit Schaum“, also der Genuss des luxuriösen Schaumweins durch die Frauen, war 1864 bekannt, wurde jedoch des öffentlichen Ansehens wegen diskret gehandhabt.
Dieser gesellige Zustrom der Frauen führte 1850 mit dem Argument allzu hoher Kosten und der stets ausdrücklich bewahrten Einfachheit des Festes zu einer Gegenreaktion unter den männlichen Mitgliedern von Haus Seefahrt. Später wurde die Anwesenheit von Frauen im Umfeld der Schaffermahlzeit dann streng reglementiert. In Bremen galt zu dieser Zeit auch wieder das Acht-Klassen-Wahlrecht. Seit 1875 ein neues Stiftungsgebäude bezogen wurde, wird für insgesamt 30 Frauen in einem separaten kleinen Raum ein Mahl serviert. Die neun Schaffer laden je drei Frauen ein, und die selbst auch teilnehmende Ehefrau des Hausverwalters lädt zwei Frauen ein. Diese Regelung wurde bei Fortführung des Festessens nach dem Zweiten Weltkrieg ab 1952 im Bremer Rathaus beibehalten und wird noch praktiziert, wobei die Schaffer außer den eigenen Ehefrauen meistens die Ehefrau des Ehrengastes und die Gattinnen einiger hochrangiger Gäste einladen.
1975, im Internationalen Jahr der Frau und im Zuge der zweiten Welle der deutschen Frauenbewegung, rief die Arbeitsgemeinschaft sozialdemokratischer Frauen (ASF) in Bremen als Protestveranstaltung gegen den von Haus Seefahrt praktizierten Frauenausschluss bei der Schaffermahlzeit das Schafferinnenmahl ins Leben. Seither findet es alljährlich im Herbst im Haus der Bremischen Bürgerschaft als festliches Mahl statt; es ist gleichzeitig ein Forum für frauenpolitische Themen, zu dem renommierte Referentinnen wie Jutta Limbach, Margot Käßmann oder Heide Simonis eingeladen werden.

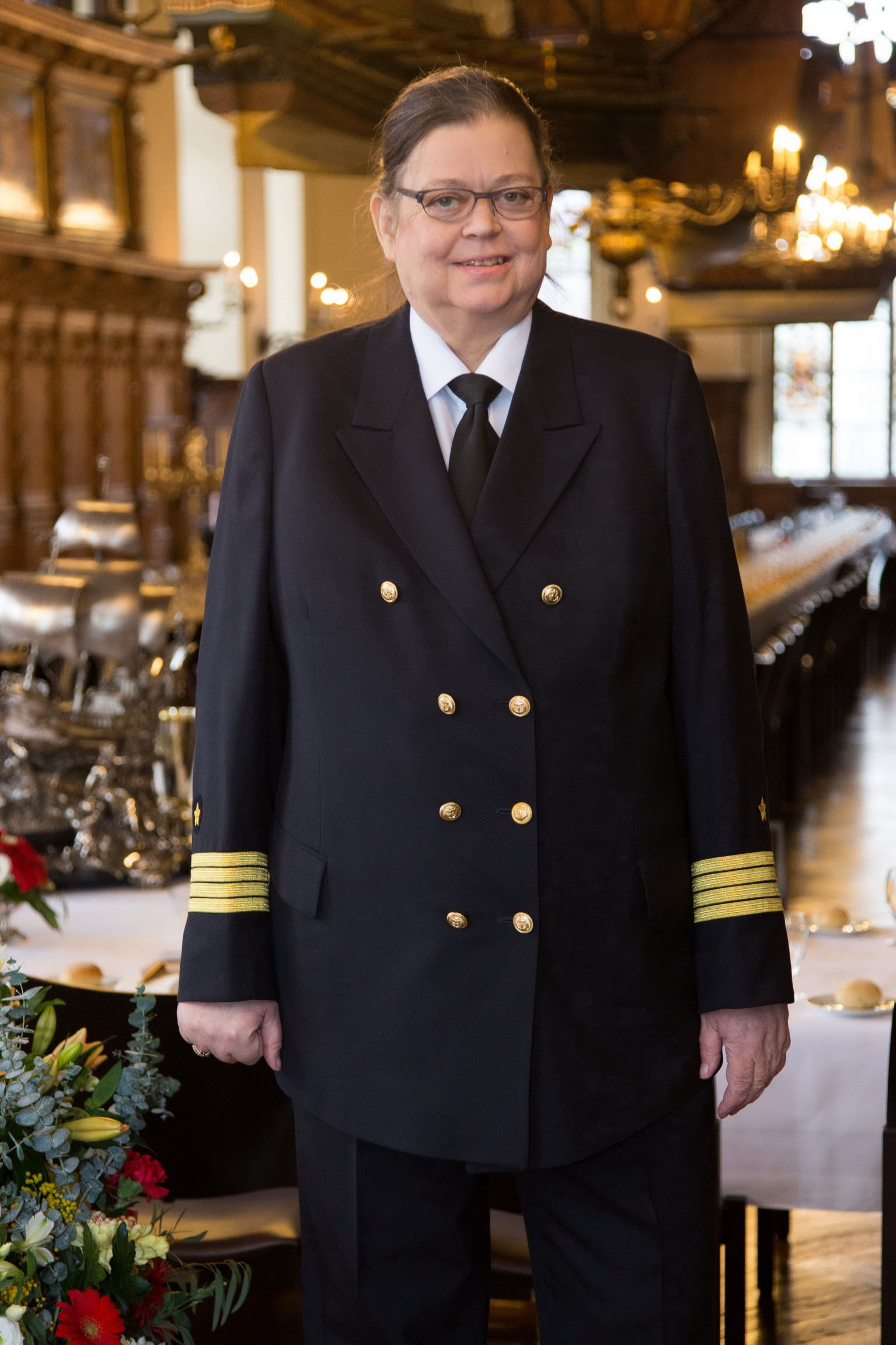
Die Kapitänin Barbara Massing nahm als seemännisches Mitglied erstmals 2004 teil.

Die Idee, Frauen als auswärtige Gäste der Schaffermahlzeit einzuladen, wurde 1999 verdrängt. 1996 wurde die Kapitänin Barbara Massing gemäß der Stiftungssatzung als Mitglied der Stiftung Haus Seefahrt aufgenommen – der Aufnahmeantrag einer Frau mit Kapitänspatent war in den althergebrachten Statuten nicht separat geregelt. Sie nahm 2004 als erste Frau als seemännisches Mitglied an der Schaffermahlzeit teil.

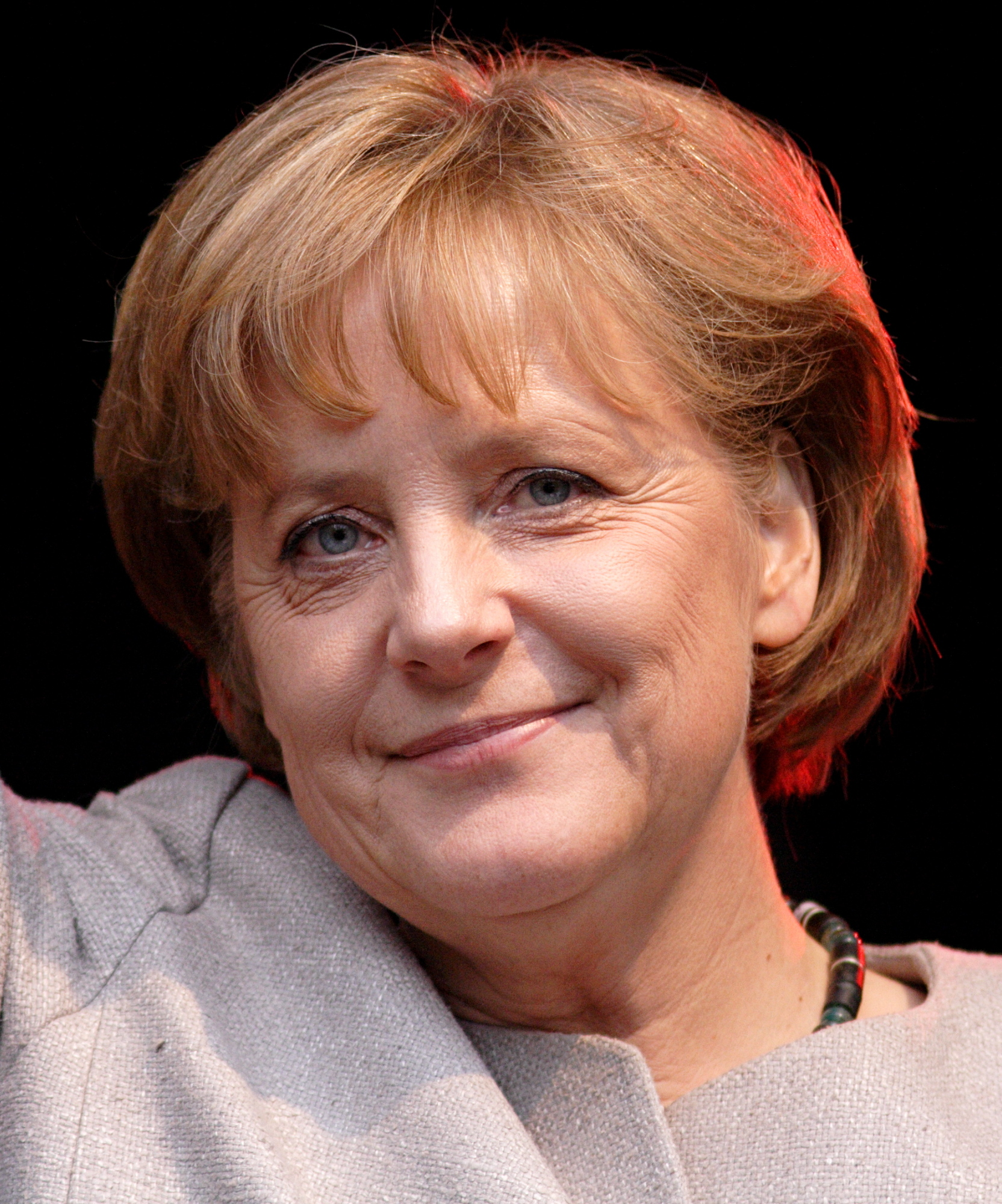
Ehrengast 2007: Bundeskanzlerin Angela Merkel

2007 hatte die Bundeskanzlerin Angela Merkel als erste Frau in der Geschichte der Schaffermahlzeit die Rolle des Ehrengasts bei dem 463. Festessen inne und hielt dabei als erste Frau eine Rede. Bezogen auf ihre Teilnahme als weiblicher Ehrengast äußerte sie, die Mitglieder von Haus Seefahrt hätten damit keinen Fehlgriff im Blick auf die zukünftigen 463 Schaffermahlzeiten getan, und ermutigte dazu, es doch noch einmal oder mehrmals zu wagen.
Als danach keine weiteren Frauen eingeladen wurden, kam von verschiedenen Seiten und nicht nur aus Kreisen der Bremer Frauenbewegung erneut Kritik an dem faktischen Frauenausschluss auf und wurde zunehmend in den Medien thematisiert, insbesondere in der regionalen Presse. Unter anderem griff der Bremer Weser-Kurier das Thema auf; so trafen sich im Rahmen seiner Bremer Begegnungen im Juli 2009 die Bremer Landesbeauftragte für Frauen Ulrike Hauffe und der Verwaltende Vorsteher von Haus Seefahrt, Michael Schroiff. Dabei schloss Schroiff eine geschlechterübergreifende Traditionsgestaltung in Haus Seefahrt und bei der Schaffermahlzeit nicht aus und wies darauf hin, dass die seit langem bestehende Verfassung der Stiftung keine Frauen ausschließe; er schränkte jedoch ein, dass eine Entscheidung über die Auswahl von Gästen in den dafür zuständigen Gremien der Stiftung getroffen werde.
Die Schaffermahlzeit 2010 stand erneut in der Kritik, unter anderem seitens der Landesfrauenbeauftragten Hauffe. Schroiff entgegnete, dass von den Schaffern keine weiblichen Gäste vorgeschlagen wurden, und stellte fest, es sei offenbar einfach noch nicht so weit, die Tafel des Brudermahls generell auch für Frauen zu öffnen. Im April 2010 verabschiedete der Parteitag des Bremer SPD-Unterbezirks Stadt einen Antrag, in dem Bürgermeister Jens Böhrnsen aufgefordert wird, sein traditionelles Vorschlagsrecht dazu zu nutzen, weibliche Gäste zur Schaffermahlzeit vorzuschlagen. Ebenfalls im April 2010 forderten die Delegierten der über 40 Frauenverbände des Bremer Frauenausschusses die Stiftung Haus Seefahrt einstimmig auf, zukünftig Frauen die Teilnahme an der Schaffermahlzeit zu ermöglichen. Es sei nicht länger hinnehmbar, dass bei der Auswahl der Gäste zur Schaffermahlzeit beharrlich gegen das Gleichstellungsgebot des Grundgesetzes und der UN-Menschenrechtscharta verstoßen werde.
Um den Jahreswechsel 2010/11 signalisierte Bürgermeister Jens Böhrnsen Haus Seefahrt, er könne sich gut vorstellen, zur Schaffermahlzeit 2011 eine Frau als Gast zu benennen, was die Verantwortlichen von Haus Seefahrt unter dem neuen Verwaltenden Vorsteher Andreas Bunnemann jedoch nach gemeinsamer Beratung ablehnten. Böhrnsen, der in den vergangenen Jahren für Bremen wichtige Wirtschaftsvertreter zur Schaffermahlzeit eingeladen hatte, darunter Lakshmi Mittal, ließ daraufhin wissen, dass er keinen Ersatzmann vorschlagen werde.
Im Juni 2013 verabschiedete die Bremische Bürgerschaft einen Antrag der rot-grünen Regierungsfraktion „Bremer Traditionsveranstaltungen nicht mehr ohne Frauen“, in dem die Bürgerschaft sich zu den hergebrachten Traditionsveranstaltungen – wie der Schaffermahlzeit, der Eiswette oder dem Bremer Tabak-Collegium – bekennt, aber ihre Erwartung ausspricht, dass die Veranstalter dieser Feiern „gleichermaßen Männer wie Frauen willkommen heißen, damit sie auch zukünftig als Teil Bremens öffentlich wertgeschätzer Kultur Bestand haben.“ Dem vorausgegangen war anlässlich der Schaffermahlzeit 2013 eine Demonstration von 500 Bremerinnen im Frack, durch die die eingeladenen Schaffer auf dem Weg von der Handelskammer zum Rathaus Spalier laufen mussten. Der Antrag in der Bremer Bürgerschaft wurde mit den Stimmen von SPD, Grünen und Linkspartei beschlossen.

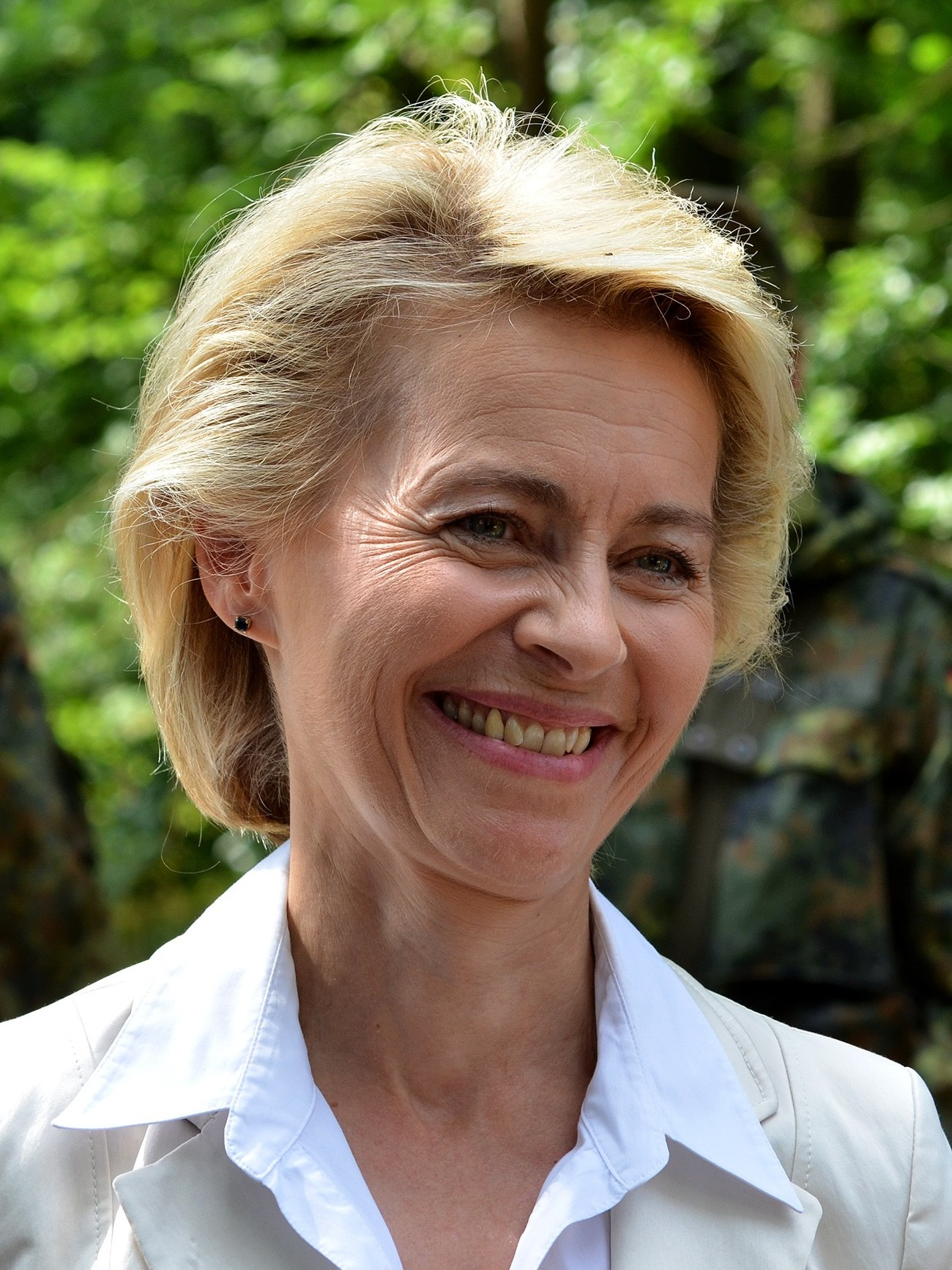
Ehrengast 2015: Bundesverteidigungsministerin Ursula von der Leyen

Zur 471. Schaffermahlzeit wurden 2015 erstmals weibliche Gäste „als hochrangige, auswärtige Repräsentantinnen von Unternehmen, Ländern und Instituten“ eingeladen. So nahmen Annegret Kramp-Karrenbauer, Nicola Leibinger-Kammüller und Isolde Liebherr teil, zudem gab es mit Bundesverteidigungsministerin Ursula von der Leyen auch eine Frau als Ehrengast. Fortan wurden inklusive des Ehrengastes vier bis fünf weibliche Gäste pro Jahr zugelassen, während Unternehmerinnen als kaufmännische Schafferinnen immer noch nicht gewollt waren.
Im April 2019 beschloss Haus Seefahrt, die Schaffermahlzeit komplett für Frauen zu öffnen und zukünftig bei der Auswahl der auswärtigen Gäste keine Unterscheidung mehr nach dem Geschlecht zu machen. Zur 476. Schaffermahlzeit im Jahr 2020 wurden 15 Frauen als Gäste eingeladen.
In den Jahren 2021 und 2022 wurden die 477. und die 478. Schaffermahlzeit wegen der COVID-19-Pandemie abgesagt. 
Beim 479. Schaffermahl am 10. Februar 2023 führte mit Janina Marahrens-Hashagen erstmals eine Frau die Tafelrunde als 1. Schafferin an.

## Gegenwart

### Besonderheiten
Am 14. Februar 2020 kamen die 285 Männer und 15 Frauen, die an der 476. Schaffermahlzeit teilnahmen, zunächst nicht ins Bremer Rathaus, weil Klima-Aktivisten von Fridays for Future und BUND einige Eingänge blockierten. Der Protest der jugendlichen Demonstranten richtete sich gegen den teilnehmenden Ehrengast, Bundeswirtschafts- und Energieminister Peter Altmaier, und unter anderem gegen die ihrer Ansicht nach unzureichende Klimapolitik der Bundesregierung. Auch im Jahr 2023 kam es anlässlich der 479. Schaffermahlzeit zu Protesten, sowohl während einer angemeldeten Kundgebung mit etwa 150 Personen auf dem Marktplatz als auch durch eine nicht angemeldete Sitzblockade auf den Treppen zum Rathaus.

### Teilnehmer
Die Schaffermahlzeit findet nicht mehr zusammen mit der Rechnungslegung statt und die Schaffer sind auch nicht mehr für die Verwaltung und die Geldgeschäfte der Stiftung zuständig. Seit Ende des 18. Jahrhunderts werden zu dem Essen nur Mitglieder von Haus Seefahrt, kaufmännische oder seemännische, sowie seit 1870 auch deren Gäste eingeladen. Bremer dürfen nicht teilnehmen, es sei denn, sie sind oder waren Kaufmanns- oder Kapitänsschaffer. Einzige Ausnahme ist der Präsident des Senats und Bürgermeister, der indessen nicht in seiner politischen Funktion Gast ist, sondern als Hausherr des Rathauses. Alle Mitglieder der Stiftung, die einmal als kaufmännische Schaffer oder Kapitänsschaffer die Schaffermahlzeit mitgestaltet haben, können in jedem Jahr an ihr teilnehmen.
Die kaufmännischen Mitglieder der Stiftung Haus Seefahrt kommen traditionell aus einflussreichen Kreisen der bremischen Wirtschaft. Dabei können sie sich nicht selbst um eine Mitgliedschaft bewerben, sondern werden von Fürsprechern innerhalb der Stiftung vorgeschlagen. Alljährlich wählt die Generalversammlung drei neue kaufmännische Mitglieder, die sich mit der Aufnahme bereits Schaffer nennen und als Gäste an der Schaffermahlzeit teilnehmen dürfen. Voraussetzung ist, dass sie Bremer Bürger sind oder in Bremen den Mittelpunkt ihrer geschäftlichen Tätigkeit haben. Zwei Jahre nach ihrer Wahl haben sie als verantwortliche Schaffer die Schaffermahlzeit auszurichten und mit eigenen Mitteln zu finanzieren, wofür sie das Privileg haben, Reden zu halten. Sie bereiten die Veranstaltung gemeinsam und gleichberechtigt vor; die Benennung als Erster, Zweiter und Dritter Schaffer stellt keine Rangfolge dar, sondern soll organisatorische Festlegungen namensunabhängig erleichtern, wie beispielsweise bei den Programmpunkten („Erste Rede des ersten Schaffers“). Mit der Ausrichtung des Festessens erhalten die drei „neuen Schaffer“ das Recht, den Stiftungsgremien in jedem folgenden Jahr ihrer Teilnahme einen persönlichen Gast zur Einladung vorzuschlagen.
Die seemännischen Mitglieder der Stiftung sind Kapitäne, wobei es sich im Wesentlichen um nautische Spitzenkräfte bremischer Reedereien und Schiffe handelt. Ihrer Mitgliedschaft geht eine Bewerbung bei Haus Seefahrt voraus. Die Berufung zum Kapitänsschaffer, auch als Schaffer der Schifferschaft bezeichnet, erfolgt, anders als bei den Schaffern der Kaufmannschaft, in der Reihenfolge der Aufnahme in die Stiftung. Bei jeder Schaffermahlzeit stehen den drei verantwortlichen (kaufmännischen) Schaffern sechs Kapitänsschaffer zur Seite.

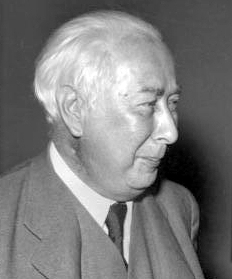
Ehrengast 1952 und 1955: Bundespräsident Theodor Heuss

Die Kaufleute schlagen Gäste aus dem In- und Ausland vor, durchwegs hochrangige Persönlichkeiten in Führungspositionen aller gesellschaftlichen Bereiche. Zu den auswärtigen Gästen gehört stets ein Ehrengast, meistens ein führender Repräsentant staatlicher Organe oder eine sonst besonders renommierte Persönlichkeit. Die Auswahl der Gäste erfolgt durch die dafür zuständigen Gremien der Stiftung. Die auswärtigen Gäste werden üblicherweise nur einmal im Leben eingeladen.
Von dieser Regel wurde in einigen Ausnahmefällen abgewichen, so war Theodor Heuss zweimal als Bundespräsident beteiligt (1952 und 1955). Heinrich Lübke nahm 1955 als Bundesminister für Ernährung, Landwirtschaft und Forsten und 1960 als Bundespräsident teil, Walter Scheel 1964 als Bundesminister für wirtschaftliche Zusammenarbeit und 1975 als Bundespräsident, und Roman Herzog nahm 1993 als Präsident des Bundesverfassungsgerichts und 1999 als Bundespräsident teil. Ehrengast der 465. Schaffermahlzeit 2009 war Bundespräsident Horst Köhler, der bereits 1994 in seiner damaligen Funktion als Präsident des Deutschen Sparkassen- und Giro-Verbandes als Gast teilgenommen hatte.

### Ablauf, Bräuche, Reden und Spendensammlung

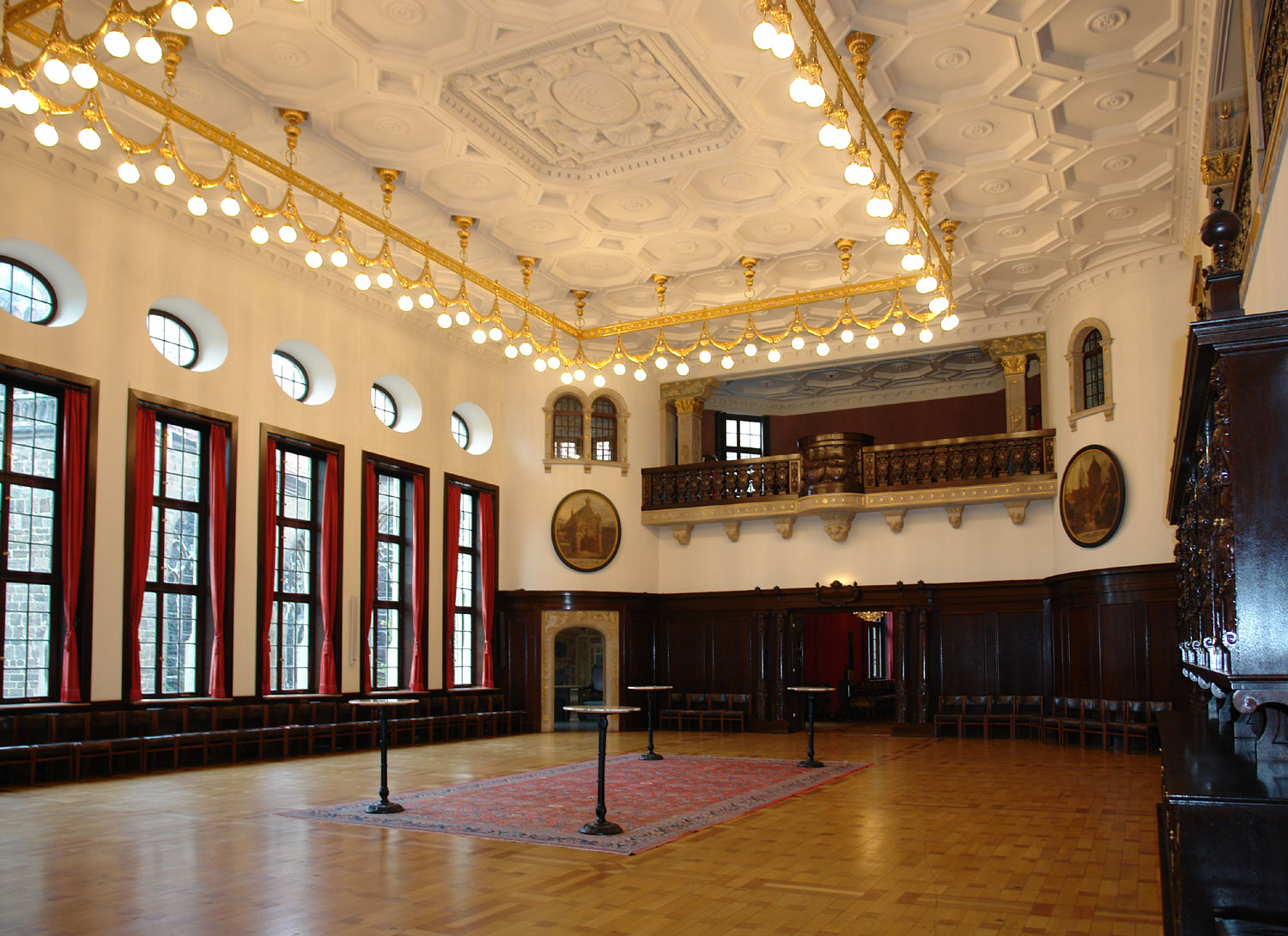
Der Festsaal (mit Galerie), der als Empfangsraum vor dem Essen und danach als Ballsaal dient.

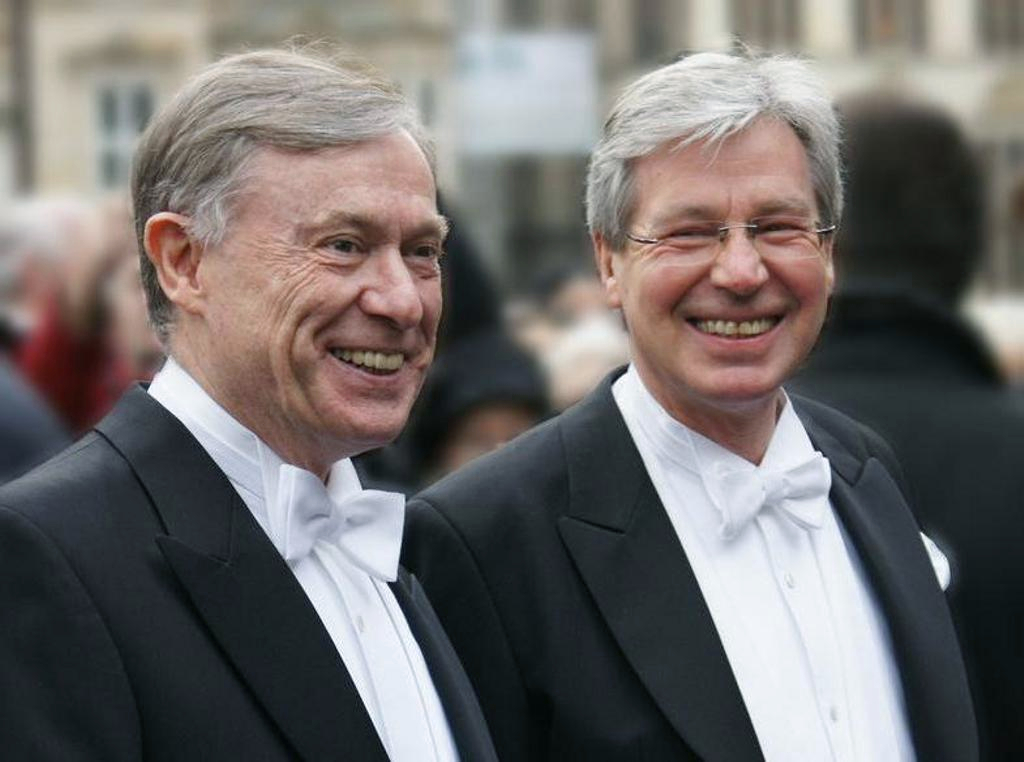
Bundespräsident Horst Köhler und Bürgermeister Jens Böhrnsen auf dem Bremer Marktplatz, auf dem Wege zur Schaffermahlzeit 2009.

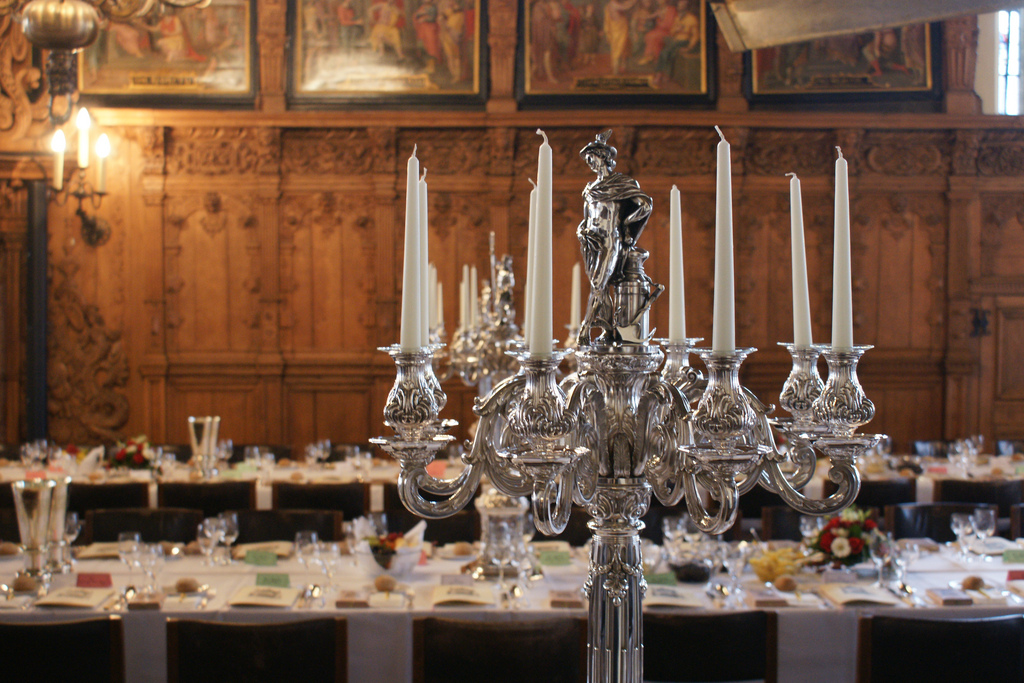
Der historische Tischschmuck aus Silber wird nur zur Schaffermahlzeit verwendet.

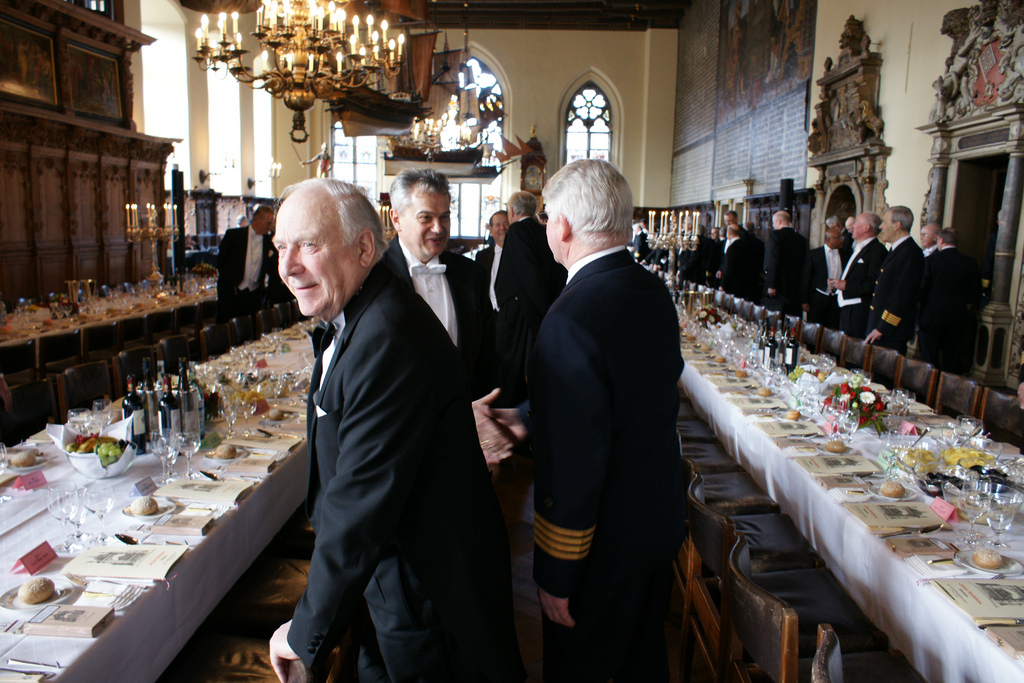
465. Schaffermahlzeit 2009 – Einlass der Teilnehmer in die Obere Rathaushalle.

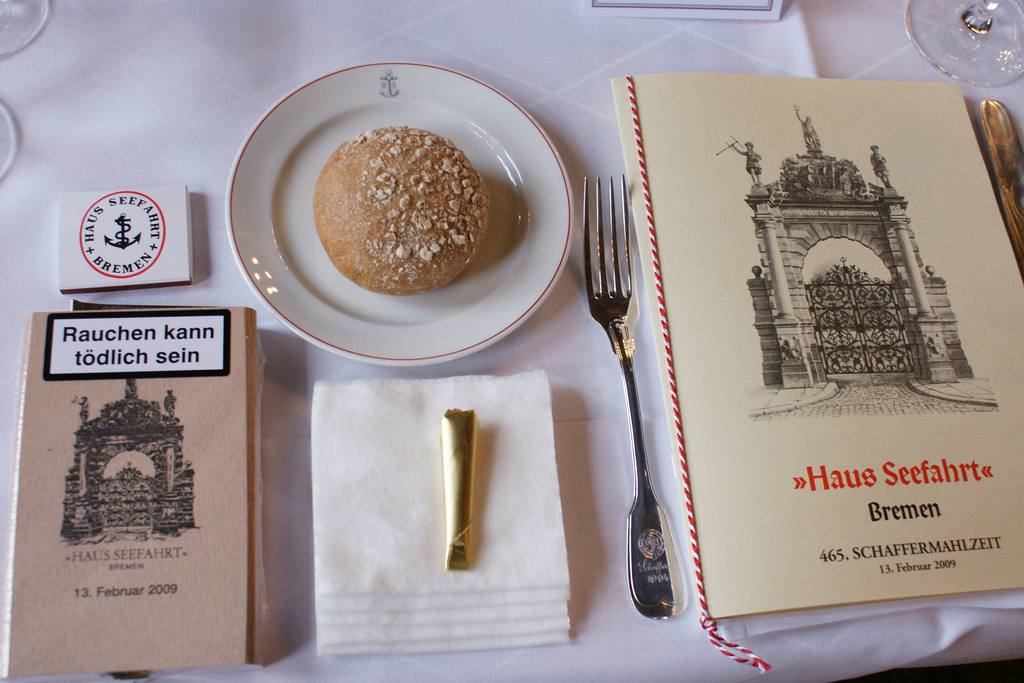
Das traditionelle Tischgedeck, u. a. mit Streichhölzern, Tabak, Pfeffertütchen und Löschpapier.

Die Teilnehmer treffen sich vor dem Festessen bei einem Empfang der Bremer Handelskammer in dem gegenüber dem Rathaus gelegenen Schütting, dem ehemaligen Gilde- und Kosthaus der Bremer Kaufleute und heutigem Sitz der Kammer. Von dort gehen sie zu Fuß über den Bremer Marktplatz zum Ostportal des Alten Rathauses. Auf dem davorliegenden Grasmarkt werden sie von einem Shantychor aus Bremen oder Umgebung begrüßt, was Schaulustige und Passanten anlockt.
Der Präsident des Senats nutzt meistens die Gelegenheit, den Ehrengast in Begleitung des Verwaltenden Vorstehers persönlich in Empfang zu nehmen und diesen vor dem Essen zusammen mit einigen ausgewählten Gästen zu einem Gespräch in sein Amtszimmer im Neuen Rathaus zu bitten. Außerdem wird der Ehrengast gebeten, sich in das Goldene Buch der Stadt Bremen einzutragen. So führte zum Beispiel Bürgermeister Jens Böhrnsen anlässlich der Schaffermahlzeit 2009 ein Gespräch mit Bundespräsident Horst Köhler, Jean-Jacques Dordain, dem Chef der Europäischen Weltraumorganisation (ESA) und Thomas Reiter, dem Weltraumfahrer und Vorstandsmitglied des Deutschen Zentrums für Luft- und Raumfahrt (DLR).
Die Kapitänsschaffer, die kaufmännischen Schaffer und deren Gäste versammeln sich in dem Festsaal im Obergeschoss des Neuen Rathauses. Die Herren tragen grundsätzlich schwarzen Frack und schwarze Lackschuhe, soweit sie nicht als Kapitäne in Uniform erscheinen; dazu tragen die Gäste eine weiße Fliege und eine weiße Weste, die kaufmännischen und seemännischen Schaffer eine schwarze Fliege und eine schwarze Weste. Bei Problemen mit der Garderobe ist vorgesorgt, ein Schneider steht eigens während der Feier vor Ort als Notdienst zur Verfügung.
Der Verwaltende Vorsteher von Haus Seefahrt bittet die Teilnehmer traditionsgemäß mit einem Klopfen an eine der noch geschlossenen Türen der Oberen Halle und dem Ruf: „Schaffen …“ zur Festtafel. Der Einlass wird von einem Salonorchester mit dem Stück Einzug der Gäste aus der Oper Tannhäuser von Richard Wagner begleitet. Sobald die Schiffsglocke fünf Glasen (14:30 Uhr) verkündet, beginnt die Feier, die nach einem minutiösen und strengen Ritual abläuft.
Die aus dem 15. Jahrhundert stammende Obere Rathaushalle bildet mit ihren Holzschnitzereien und Gemälden sowie mit den an der Decke hängenden schweren Leuchtern und großen Koggen den Rahmen für die Schaffermahlzeit. Der ehrwürdige Raum, in dem das große Essen seit 1952 stattfindet, ist stets mit drei langen weißgedeckten Tischen und am Kopf mit einem kürzeren Quertisch für besonders hochrangige Gäste hergerichtet. Die Tischform nimmt Bezug auf den Dreizack des römischen Meeresgottes Neptun. Am Ende eines jeden der langen Tische sitzt einer der drei ausrichtenden Schaffer, rechts und links von ihm je einer der sechs mithelfenden Kapitänsschaffer. Die Plätze sind mit Tischkarten namentlich ausgewiesen, weiße Kärtchen für die Gäste, rote für die kaufmännischen Schaffer und grüne für die Kapitäne. In diesem Wechsel ist die Sitzfolge angeordnet. Jeder der Teilnehmer stellt sich seinen Tischnachbarn vor.
Die Tafeln sind mit Kandelabern, großen silbernen Bierhumpen und Kleinplastiken, Segelschiffe unter vollen Segeln, Ruderboote auf hoher See, aus Silber geschmückt. Der historische Tischschmuck, der aus bremischen Silbermanufakturen stammt und Haus Seefahrt gehört, wird nur zur Schaffermahlzeit aus den Tresoren der Bremer Bank geholt und durch frische Blumengestecke in den Bremer Farben Rot und Weiß vervollständigt. Die Bierhumpen, schwere punzierte Silberkelche aus dem 18. Jahrhundert, sind in der Tischmitte verteilt, einer für jeweils etwa zehn Teilnehmer.
Das Besteck, ein Messer mit Fischbeingriff und eine Gabel sowie ein Esslöffel für den ersten Gang, stammt aus dem Jahr 1870. Neben den Gedecken liegen je zwei spitzgerollte Tüten aus Gold- und Silberpapier, die mit Pfeffer und Salz gefüllt sind; das erinnert an den früheren Brauch, als man beides – weil im Mittelalter kostbar – in Papier gewickelt selbst mitbrachte. Außerdem liegen neben jedem Gedeck große gefaltete Löschblätter, die zur Reinigung von Messer und Gabel nach den einzelnen Gängen dienen. Die Teller werden zwar nach jedem Gang gewechselt, nicht jedoch die Bestecke.
Aus dem ursprünglichen einfachen Stockfisch-Essen wurde im Lauf der Zeit ein feierliches fünfstündiges Mahl. Die sechs Gänge werden nach einer genau festgelegten Reihenfolge von der gemeinsam gesungenen 3. Strophe des Deutschlandlieds – der deutschen Nationalhymne – sowie von zwölf Reden unterbrochen. Die drei ausrichtenden Schaffer halten insgesamt sieben Reden (Willkommensgruß; auf Bundespräsident und Vaterland; auf Bremen und den Senat; auf Handel, Schifffahrt und Industrie; auf Haus Seefahrt, Vorsteher und Ober-Alte; auf die sechs amtierenden Kapitänsschaffer und auf die auswärtigen Gäste). Der Verwaltende Vorsteher hält zwei Reden (Sammelrede vor der Spendensammlung; Dankrede auf die Schaffer) und zwei der sechs Kapitänsschaffer halten je eine Rede auf die gastgebenden kaufmännischen Schaffer und die Damenrede.
Den Abschluss bildet die Rede des Ehrengastes, der sich meistens zu aktuellen zeitgeschichtlichen, wirtschaftlichen oder politischen Themen äußert. Der Verwaltende Vorsteher kündigt die einzelnen Redner und ihre Reden an und spricht zuletzt Dankesworte an den Ehrengast. Nach bestimmten, großen und besonders wichtigen Reden erheben sich die Anwesenden und bedanken sich bei den Rednern vor dem Beifall mit dem Ruf: „Hepp, hepp, hepp – hurra!“
Von den Gästen wird gewünscht, dass sie Geld für die Stiftung Haus Seefahrt spenden, wobei dieser Vorgang sehr formlos gehandhabt wird. Akzeptiert wird zum Beispiel, dass der Spendenbetrag auf eine Visitenkarte geschrieben wird. Traditionell werden bei der Sammlung silberne Spendendosen herumgereicht, alles nach einem minutiösen Zeitplan, wie beispielsweise im Programm und Speisenfolge der 454. Schaffermahlzeit 1998 festgelegt: „17:02 Uhr Sammelrede des Verwaltenden Vorstehers, 17:07 Uhr Büchsen für Sammlung, Teller setzen, 17:12 Uhr Kalbsbraten […] servieren und essen“.

### Die Mahlzeit, Getränke und Tabak

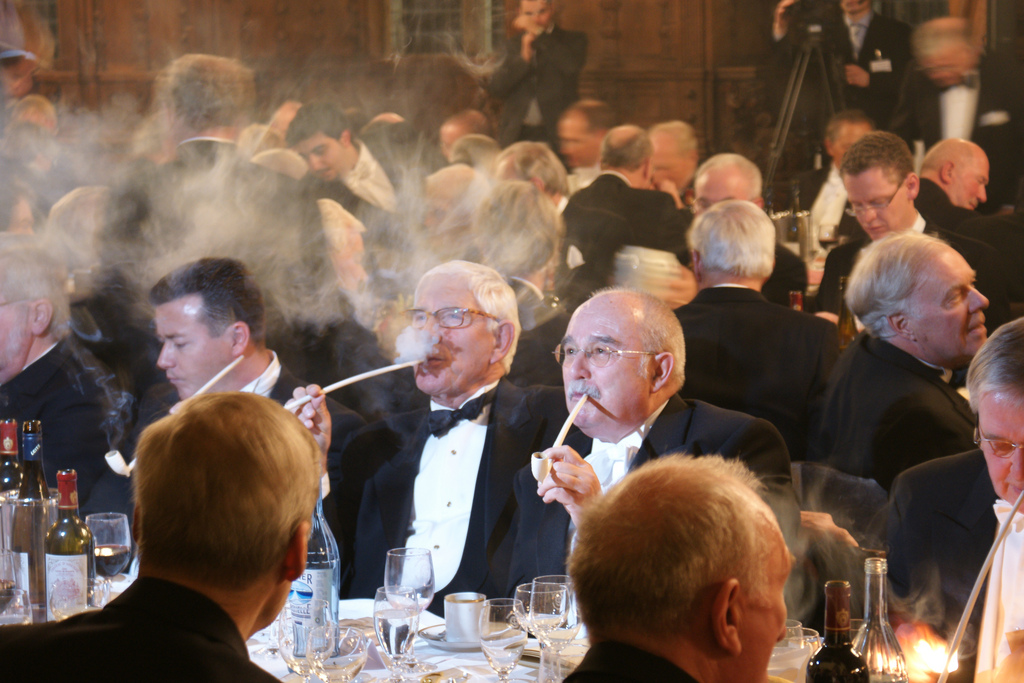
Pfeiferauchen und Mokka zum Abschluss des Festessens (hier bei der 465. Schaffermahlzeit 2009).

Das fünfstündige Festessen hat eine traditionell festgelegte Speisenfolge: Bremer Hühnersuppe; Stockfisch mit Senfsauce und Salzkartoffeln; Braunkohl mit Pinkel, Rauchfleisch, Maronen und Bratkartoffeln; Kalbsbraten mit Selleriesalat, Katharinenpflaumen und gedämpfte Äpfel; Rigaer Butt mit Sardellen, Wurst, Zunge, Chester-Käse und Früchte. Nach dem Stockfisch wird als Teil des Menüs ein spezielles alkoholfreies Bremer Seefahrtsbier gereicht, das von der Brauerei Beck & Co. extra für die Schaffermahlzeit gebraut wird. Es ist ein sehr nahrhaftes Malzbier-Getränk, das an die Zeiten erinnert, in denen Obst und Gemüse auf den Segelschiffen nicht in ausreichender Menge vorhanden und Skorbut deswegen stark verbreitet war. Jeweils zwei gegenübersitzende Teilnehmer kreuzen die Kelche mit dem Seefahrtsbier, stoßen mit dem traditionellen Ausspruch „Backbord, Steuerbord und mittschiffs“ dreimal an und trinken auf gute Gesundheit und Reise.
Das reichhaltige Mahl wird von Haus Seefahrt als „einfache bremische Seemannskost“ bezeichnet. Als gewöhnungsbedürftig gelten vor allem der Stockfisch und das Seefahrtsbier; aber auch der Bremer Braunkohl mit Pinkel, ein deftiges Grünkohlgericht mit geräucherter Grützwurst, ist außerhalb Norddeutschlands eher wenig bekannt.
Der Wein zum Essen wird von den Schaffern rechtzeitig vor der Schaffermahlzeit bei einer Blindverkostung nach einem strengen Reglement bestimmt. Je ein Rotwein (Bordeaux) und ein deutscher Weißwein werden hierbei zu Schafferweinen auserkoren, wobei die Auswahl am traditionellen Weinhandelsstandort Bremen stets mit besonderem Interesse beobachtet wird. Bei den Bremer Weinhändlern – und auch bei den Tabakhändlern – gilt es als Ehre und verkaufsfördernde Auszeichnung, die Schaffermahlzeit beliefern zu dürfen.
Zum Abschluss der Mahlzeit wird Mokka getrunken sowie nach Art der alten Schiffer Tabak in langen weißen Tonpfeifen geraucht, wofür das Bremische Nichtraucherschutzgesetz die Möglichkeit einer Ausnahmegenehmigung vom Rauchverbot in öffentlichen Einrichtungen vorsieht.

### Beteiligung von Frauen, Seefahrtsball

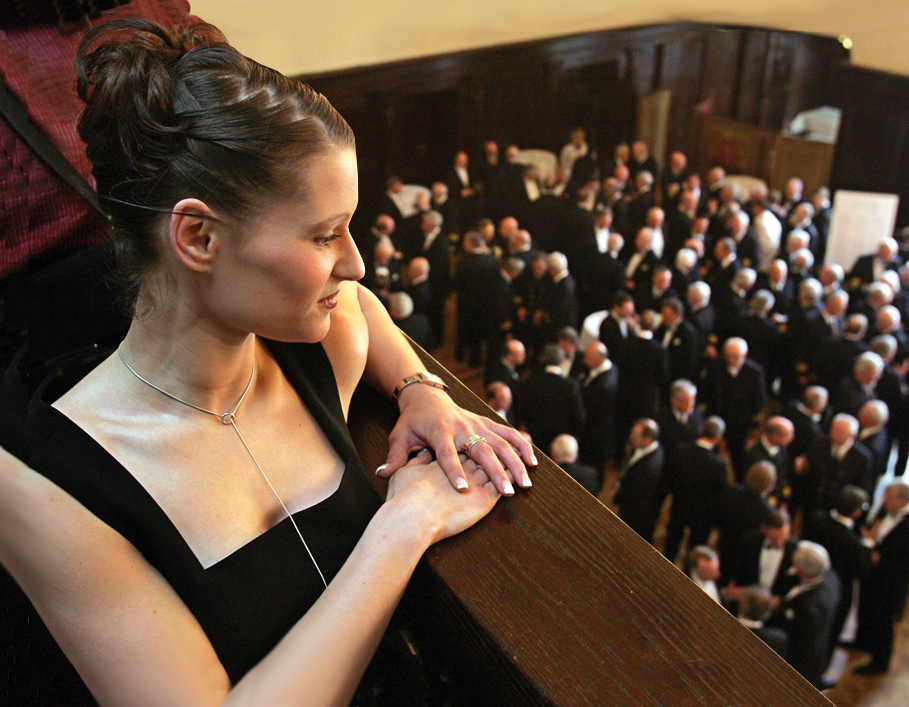
Eintreffen der Teilnehmer im Festsaal, hier beobachtet von einer der Ehefrauen von der Galerie aus.

Bis Mitte der 2010er Jahre waren Frauen nur im Ausnahmefall (Kapitänin, Bundeskanzlerin) zur eigentlichen Schaffermahlzeit zugelassen. Zusätzlich wurden 30 Frauen, meist Ehefrauen von teilnehmenden Männern, als Gäste zu einer separaten Feier ins Bremer Rathaus eingeladen. Während die etwa 300 Teilnehmer der Schaffermahlzeit – traditionsgemäß bis 2014 durchweg nur Männer – das Essen seit 1952 in der Oberen Rathaushalle begehen, wird für die 30 gesondert eingeladenen Frauen zwei Räume entfernt von der Oberen Halle, im Kaminsaal des Neuen Rathauses eine kleine Tafel eingedeckt. Sie dürfen aber das Eintreffen der männlichen Teilnehmer im neben der Oberen Rathaushalle gelegenen Festsaal von dessen Galerie aus beobachten. Den Frauen werden im Kaminsaal die gleichen Gerichte wie den Männern serviert. Die Reden werden in den Raum der Frauen durch Bild und Ton übertragen.
Nachdem zunächst seit 2015 jährlich einige wenige Frauen als offizielle Gäste zur Schaffermahlzeit eingeladen wurden, öffnete sich die Traditionsveranstaltung beginnend ab 2020 komplett für Frauen.
Nach der Schaffermahlzeit beginnt der Seefahrtsball, der ursprünglich von den Bremer Teilnehmern genutzt wurde, um ihre Söhne und Töchter in die Gesellschaft einzuführen. Auch heute wird der Ball von den Debütanten mit einer Polonaise und einem darauf folgenden Wiener Walzer im Festsaal eröffnet. Danach bitten die wenigen Frauen einige Männer zum Tanz. Das Fest endet stets pünktlich um 22.00 Uhr.

### Schaffermahlzeiten seit 2011
| Jahr / lfd. Nr.            | Datum            | Schaffer / Unternehmen | Ehrengast / Funktion                                                        |
| -------------------------- | ---------------- | --- | --------------------------------------------------------------------------- |
| 2011 467. Schaffermahlzeit | 11. Februar 2011 | – Otto Lamotte (Henry Lamotte Oils GmbH; seit Anfang 2010 Präses der Handelskammer Bremen) – Ralph Geuther (Karl Geuther & Co. Holding GmbH & Co. KG) – Nils Herrmann (Wiking Helikopter Service GmbH) | – Jean-Claude Trichet, Präsident der Europäischen Zentralbank (EZB)         |
| 2012 468. Schaffermahlzeit | 10. Februar 2012 | – Stephan-Andreas Kaulvers (Bremer Landesbank) – Klaus-Peter Schulenberg (CTS Eventim AG) – Hylke Boerstra (Carl Büttner GmbH & Co. KG)                                                                | – Norbert Lammert, Präsident des Deutschen Bundestages                      |
| 2013 469. Schaffermahlzeit | 8. Februar 2013  | – Kurt Zech (Zech Group GmbH) – Bernd Schmielau (H. Siedentopf GmbH) – Martin Harren (Harren & Partner)                                                                                                | – Stanislaw Tillich, Ministerpräsident des Freistaates Sachsen              |
| 2014 470. Schaffermahlzeit | 14. Februar 2014 | – Peter Hoffmeyer (Nehlsen AG) – Nicolas C.S. Helms (C. Melchers GmbH & Co. KG) – Frank Jungmann (German Tanker Shipping GmbH & Co. KG)                                                                | – Jens Weidmann, Präsident der Bundesbank                                   |
| 2015 471. Schaffermahlzeit | 13. Februar 2015 | – Tim Nesemann (Die Sparkasse Bremen AG) – Klaus Meier (wpd windmanager GmbH & Co. KG) – Joachim Jürgens (Omnilab – Laborzentrum GmbH & Co. KG)                                                        | – Ursula von der Leyen, Bundesministerin der Verteidigung                   |
| 2016 472. Schaffermahlzeit | 12. Februar 2016 | – Frank Dreeke (BLG Logistics Group) – Joachim Linnemann (Justus Grosse GmbH) – Christian Freese (Freese AG)                                                                                           | – Frank-Walter Steinmeier, Bundesminister des Auswärtigen                   |
| 2017 473. Schaffermahlzeit | 10. Februar 2017 | – Andreas Jacobs (Jacobs Holding AG) – André Wedemeyer (Cordes & Graefe KG) – Berend J. Erling (Roland Mills United GmbH & Co. KG)                                                                     | – Alexander Dobrindt, Bundesminister für Verkehr und digitale Infrastruktur |
| 2018 474. Schaffermahlzeit | 9. Februar 2018  | – Torsten Köhne (swb AG) – Matthias Ditzen-Blanke (Nordsee-Zeitung) – Malte Seekamp (Seekamp Werbung)                                                                                                  | – Olaf Scholz, Hamburgs Erster Bürgermeister                                |
| 2019 475. Schaffermahlzeit | 8. Februar 2019  | – Matthias Zimmermann (Weser-Wohnbau GmbH & Co. KG) – Thilo Schmitz (Carpe Diem GmbH) – Hermann Schünemann (Carl Ed. Schünemann KG)                                                                    | – Michael Kretschmer, Ministerpräsident des Freistaates Sachsen             |
| 2020 476. Schaffermahlzeit | 14. Februar 2020 | – Thomas Kriwat (Mercmarine Group of Companies) – Bülent Uzuner (Uzuner Consulting GmbH) – Max Roggemann (Enno Roggemann GmbH & Co. KG)                                                                | – Peter Altmaier, Bundesminister für Wirtschaft und Energie                 |
| 2023 479. Schaffermahlzeit | 10. Februar 2023 | – Janina Marahrens-Hashagen (Marahrens Group) – Jens Lütjen (Robert C. Spies Unternehmensgruppe) – Christoph B. Klosterkemper (Atermann König & Pavenstedt GmbH & Co. KG)                              | – Volker Wissing, Bundesminister für Digitales und Verkehr                  |
| 2024 480. Schaffermahlzeit | 9. Februar 2024  | – Philip W. Herwig (Röhlig Logistics) – Heidi Armbruster-Domeyer (Domeyer GmbH & Co. KG) – Jan-Oliver Buhlmann (Buhlmann-Gruppe)                                                                       | – Frank-Walter Steinmeier, Bundespräsident                                  |
| 2025 481. Schaffermahlzeit | 14. Februar 2025 | – Thorsten Rönner (Heinrich Rönner Gruppe) – Julius C. Runge (Tegro Runge GmbH) – Alexander Schnitger (Karl Geuther & Co.)                                                                             | – Hendrik Wüst, Ministerpräsident des Landes Nordrhein-Westfalen            |

Das Haus Seefahrt sagte wegen der COVID-19-Pandemie für 2021 und 2022 die Schaffermahlzeiten ab.

## Bedeutung
Anlässlich des vierhundertjährigen Bestehens von Haus Seefahrt im Jahr 1945 veröffentlichte der Bremer Historiker Karl Heinz Schwebel 1947 sein Sachbuch Haus Seefahrt, Bremen, seine Kaufleute und Kapitäne, in dem er unter anderem die Bedeutung der Schaffermahlzeit hervorhob:

„Wie sie [die Schaffermahlzeit] im Laufe der Zeiten an gesellschaftlichem Glanze nichts einbüßte, ja, eher noch gewann, so hat sie darüber hinaus aber noch eine nicht hoch genug einzuschätzende politische Bedeutung gewonnen als Wegbereiterin einer engen persönlichen Fühlungnahme unserer heimischen Kaufleute und Reeder mit den führenden Männern von Staat und Wirtschaft des ganzen Deutschen Reiches.“

Während der Zeit des Nationalsozialismus wurde die Schaffermahlzeit dazu benutzt, den Ausbau Bremens zu einem der größten Rüstungsstandorte des „Dritten Reichs“ mit zu unterstützen und zu fördern. Ähnlich wie andere wirtschaftsnahe Vereinigungen, wie beispielsweise der Hamburger Nationalklub oder der Industrie-Club Düsseldorf, suchte die Stiftung Haus Seefahrt den Kontakt zu führenden Nationalsozialisten und Repräsentanten des NS-Staates, um nützliche Verbindungen für die bremische Wirtschaftselite zu knüpfen oder zu vertiefen. So nahmen an den Schaffermahlzeiten der Jahre 1933 bis 1939 unter anderem als Ehrengäste teil: Reichsführer SS Heinrich Himmler (1936), Reichswirtschaftsminister Hjalmar Schacht (1936) und der Staatssekretär im Reichsjustizministerium Roland Freisler (1939).

Die Gedenkmedaille von Haus Seefahrt wird dem jeweiligen Ehrengast zur Erinnerung an die Schaffermahlzeit verliehen.

Nachdem die Kriegsjahre und die erste Nachkriegszeit kein Festessen zuließen, findet die Schaffermahlzeit ab 1952 wieder alljährlich nach dem seit Ende des 19. Jahrhunderts gültigen Reglement statt. Zu den Ehrengästen, meistens hohe Beamte oder Politiker, zählen unter anderem alle deutschen Bundespräsidenten und Bundeskanzler seit 1952 sowie die Ministerpräsidenten mehrerer Bundesländer. Der jeweilige Ehrengast hält bei der Schaffermahlzeit die letzte und wichtigste Rede, die oft überregional Beachtung findet. Einige dieser Gastreden gehören zu den bedeutenden Reden der Bundesrepublik Deutschland. So wird unter anderem die Rede des damaligen Bundespräsidenten Gustav Heinemann auf der 426. Schaffermahlzeit im Jahr 1970, einer Zeit des politischen Umbruchs, viel zitiert und als Beitrag zur Geschichtsschreibung im freiheitlich demokratischen Deutschland angesehen. Heinemann hatte auf Brüche und Kontinuitäten in der deutschen Geschichte hingewiesen und dazu ermuntert, „sich nicht durch Kontinuitäten blenden zu lassen, sondern nach den Brüchen zu fragen und was sie verschüttet haben“.
Auf der Generalversammlung der Stiftung im Jahr 1980 betonte der damalige Verwaltende Vorsteher Hans Henry Lamotte, den Veränderungen des modernen Lebens – besonders durch die Informationstechnik – entsprechend, könnten und müssten sich Traditionen wandeln, solange sie voll Sinn sind und nicht zur Farce werden sollen, wobei er auch die Schaffermahlzeit mit einbezog. Die Berliner Zeitung stellte 2004 fest, es gehe zwar weniger um das Mahl als um die Tradition an sich, aber die Schaffer und ihre Gäste wüssten darüber zu lächeln und seien sich in ihrem Handeln als Chefs einig, dass Veränderung in diesem Land Not tue und den Mut erfordere, die Dinge neu und anders anzufassen. Die Schaffermahlzeit wird nicht nur als einer der gesellschaftlichen Höhepunkte mit hohem Renommee weit über die Grenzen des Landes hinaus angesehen, sondern auch als Gelegenheit, Beziehungen zu pflegen, und als ein modernes Networking. Dabei zu sein, sei selbst für Deutschlands Elite eine Ehre, meinte 2009 das Handelsblatt und befand: „Die Einladung zur Schaffermahlzeit gilt unter Firmenkapitänen als Ritterschlag“.
So liest sich die Gästeliste stets wie ein Who’s who der Wirtschaft. Zum Beispiel nahmen als Unternehmensführer teil: Lakshmi Mittal, der damalige CEO von Mittal Steel Company und heutige Vorstandsvorsitzende von ArcelorMittal (Teilnahme 2007), Klaus Kleinfeld, CEO des US-amerikanischen Aluminiumkonzerns Alcoa Inc. (2008), Wolfgang Reitzle, Chef des DAX-Konzerns Linde AG (2009), und der Vorstandsvorsitzende der Daimler AG, Dieter Zetsche (2010). Zum Kreis der eingeladenen Gäste gehören zudem hochrangige Vertreter aus Politik, Wissenschaft und Kultur, wie beispielsweise der Regierende Bürgermeister von Berlin, Klaus Wowereit (2008), der Chemiker und Präsident der Leibniz-Gemeinschaft, Ernst Rietschel (2007), oder der Literaturnobelpreis-Träger Günter Grass (2007).

„Der Horizont der Bremer endet niemals am Stadtwall. Die Bürger dieser Stadt waren immer im besonderen Maße offen für das, was Europa und die Welt bewegt.“

Ungefähr vergleichbar ist das Wilhelm-Kaisen-Bürgermahl, das dem langjährigen Bremer Bürgermeister Wilhelm Kaisen gewidmet ist. Es ist bewusst schlicht gehalten und kommt über die nach ihm und seiner Ehefrau benannte Stiftung sozialen Projekten in Bremen zugute.